# Fischeria (Apocynaceae)
Fischeria es un género de fanerógamas de la familia Apocynaceae. Contiene 65 especies. Es originario de América del Sur, América Central y Antillas.

## Descripción
Son enredaderas grandes, herbáceas o leñosas en la base, aparentemente sin corcho, raíces fibrosas, látex blanco, perennes; tallos con indumento mixto de tricomas rectos 2–3 mm de largo, tricomas rectos 0.1–0.3 mm de largo, y tricomas capitado glandulares 0.1–0.2 mm de largo. Hojas opuestas; pecioladas, pseudo estípulas ausentes. Inflorescencia extra-axilar, 1 por nudo, racemiforme con indumento mixto; cáliz con 1 coléter por seno; corola rotácea o levemente campanulada, estivación imbricada y dextrorsa; androceo y gineceo completamente fusionados y formando un ginostegio estipitado; corona ginostegial, un anillo carnoso completamente adnado al estípite y encerrándolo, entero arriba y levemente 5-lobado en la base, verticalmente estriado, anteras dorsal y apicalmente vesiculares formando lobos radiales prominentes, blancos, apéndices terminales incorporados a los lobos vesiculares, deltados a redondeados, adpresos al ápice del estilo, polinios más o menos horizontales, estériles y excavados en la base; estilo con ápice levemente cóncavo, liso. Folículo 1, elipsoide-atenuado a fusiforme con base asimétrica, liso, mesocarpo prominentemente inflado; semillas obovadas, planas, gruesamente dentadas distalmente, comosas.

## Distribución y hábitat
Se distribuye por Cuba, Jamaica, Belice, Costa Rica, Guatemala, México, Nicaragua, Panamá, Bolivia, Brasil, Colombia, Ecuador, Paraguay, Perú y Venezuela donde se encuentra en los márgenes de los bosques, laderas de montaña húmeda perturbada, matorral húmedo, vegetación secundaria, a menudo cerca de arroyos, bordes de caminos; en alturas de 0-1,000 m, solo F. stellata (Vell.) E. Fourn. se encuentra a 1700 metros.

## Taxonomía
El género  fue descrito por Augustin Pyrame de Candolle y publicado en Catalogus plantarum horti botanici monspeliensis 112. 1813. La especie tipo es: Fischeria scandens DC. 	 

## Especies aceptadas
A continuación se brinda un listado de las especies del género Fischeria (Apocynaceae) aceptadas hasta octubre de 2013, ordenadas alfabéticamente. Para cada una se indica el nombre binomial seguido del autor, abreviado según las convenciones y usos. 
- Fischeria billbergiana (Beurl.) Morillo
- Fischeria blepharopetala S.F.Blake
- Fischeria brachycalyx L.O.Williams
- Fischeria crispiflora (Sw.) Schltr.
- Fischeria panamensis Spellman
- Fischeria polytricha Decne.
- Fischeria scandens DC. - guauro de Cuba[3]
- Fischeria stellata (Vell.) E.Fourn.